# Phantom Radio
Phantom Radio è il nono album in studio di Mark Lanegan, pubblicato a nome Mark Lanegan Band nell'ottobre 2014.

## Tracce
1. Harvest Home – 3:16
2. Judgement Time – 2:29
3. Floor of the Ocean – 4:52
4. The Killing Season – 3:46
5. Seventh Day – 4:51
6. I Am the Wolf – 3:42
7. Torn Red Heart – 4:01
8. Waltzing in Blue – 3:14
9. The Wild People – 3:06
10. Death Trip to Tulsa – 4:46